# Microrégion d'Itacoatiara

Localisation de la microrégion d'Itacoatiara

La microrégion d'Itacoatiara est l'une des six microrégions qui subdivisent le Centre de l'État de l'Amazonas au Brésil.
Elle comporte cinq municipalités qui regroupaient 139 654 habitants en 2006 pour une superficie totale de 25 387 km2.

## Municipalités[1]
- Itacoatiara
- Itapiranga
- Nova Olinda do Norte
- Silves
- Urucurituba